# Sant Mateu de Perpinyà

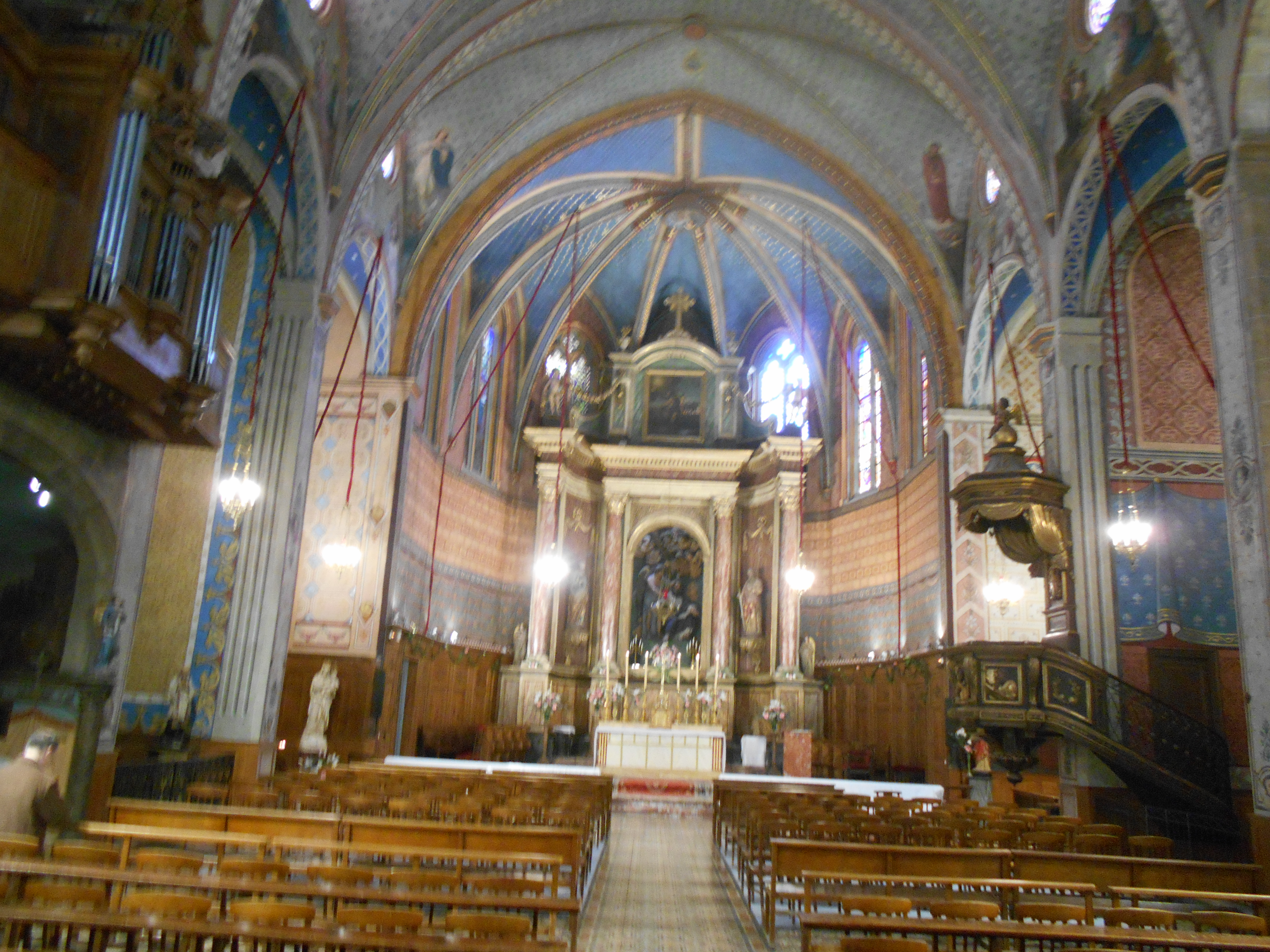
Interior de l'església

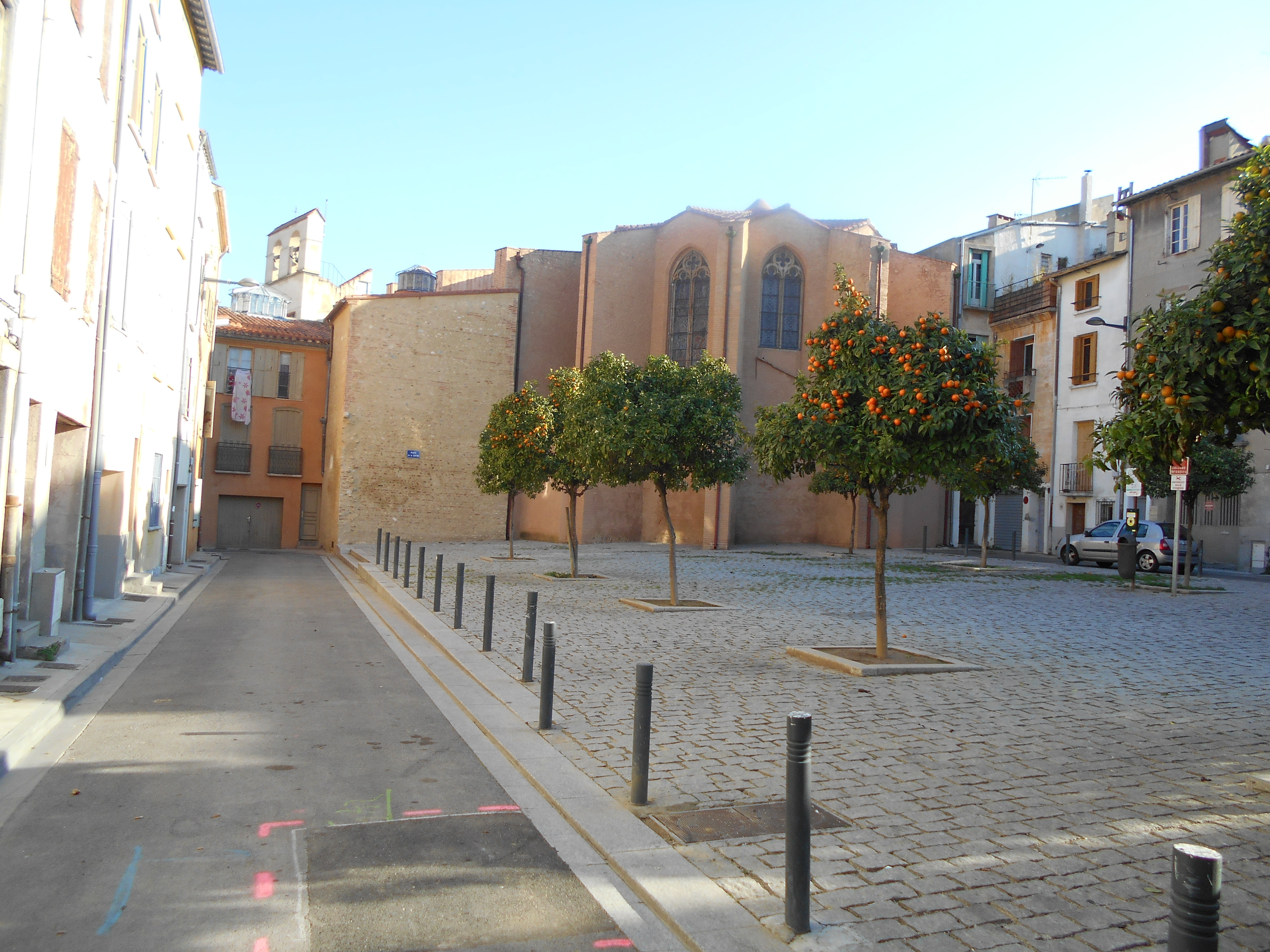
Capçalera de l'església i espai de l'antic cementiri

Sant Mateu de Perpinyà és l'església parroquial del barri de Sant Mateu de la ciutat de Perpinyà, a la comarca del Rosselló, de la Catalunya del Nord.
Actualment està situada en el barri del mateix nom, al carrer Gran de la Moneda, davant mateix del carrer de Sant Mateu. A la part de darrere, al carrer del Cementiri de Sant Mateu, hi havia hagut el seu cementiri parroquial. És una de les quatre parròquies originàries de la vila de Perpinyà.

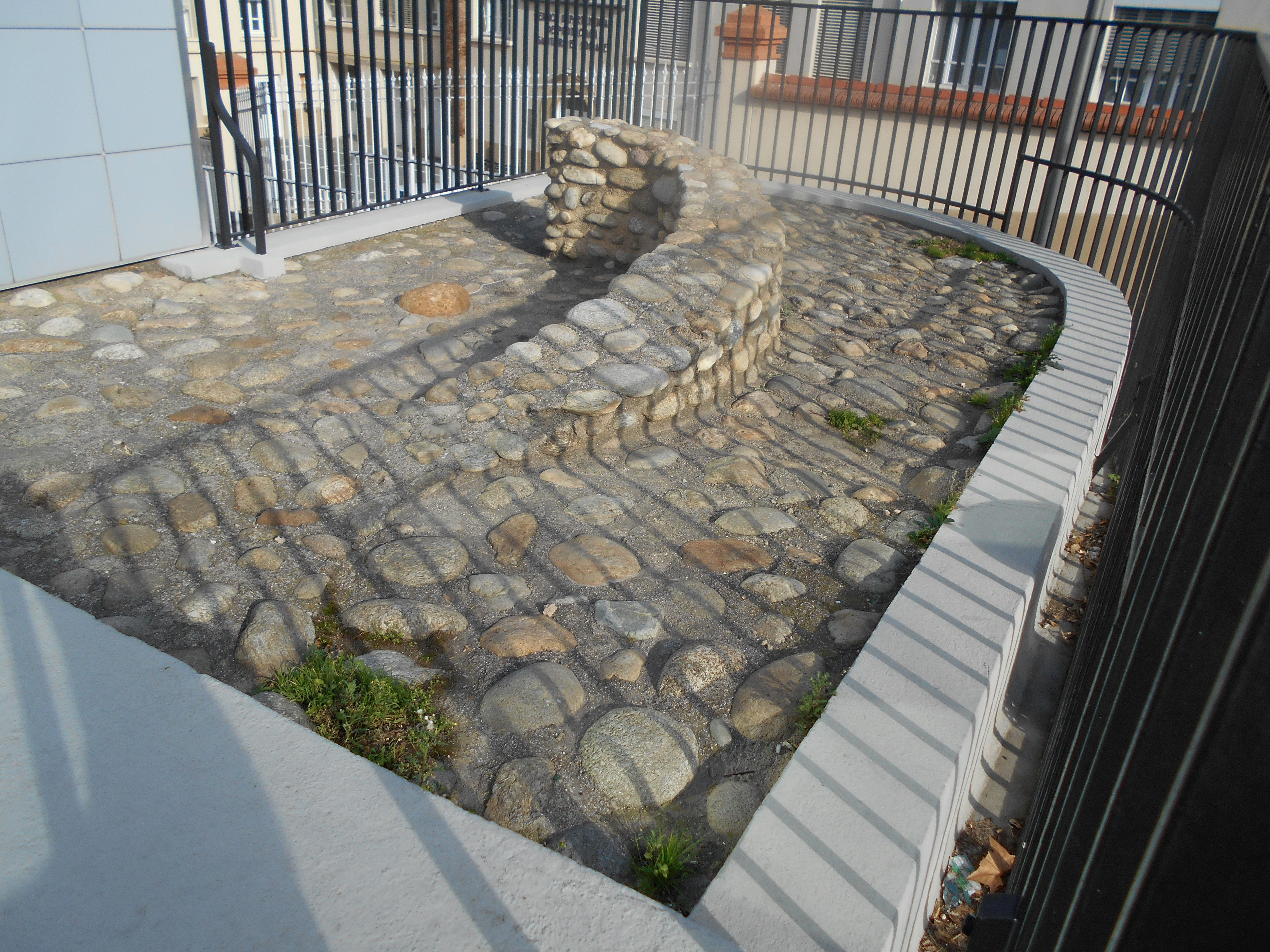
Possibles restes de la primitiva església

Tanmateix, originalment aquesta església no era en el lloc actual, sinó en un emplaçament proper, uns 150 metres al sud-oest: al capdamunt del carrer del Portal de les Comes, avui dia de les Comares. Una altra teoria sosté la hipòtesi que era al capdamunt del carrer Petit de la Moneda, on es van trobar unes restes que podrien ser un fragment d'un dels absis de l'església originària.

## Història
El primer esment d'aquesta església remunta al 1305. L'edifici actual reprèn alguns elements arquitecturals de l'antic edifici gòtic, que es fonen amb les estructures de finals del segle xvii.
La parròquia de Sant Mateu fou creada al segle xiii a ran de la promoció urbanística empresa pels Templers en les seves terres situades a l'oest de la vila de Perpinyà. La primera església de la Real, l'edificada a ran de la creació de la parròquia a principis del segle xiv, es va mostrar molt aviat insuficient, i va haver de ser ampliada primer, i més tard, construïda de bell nou. Aquest nou edifici es consagrà el 1509, després de molts anys d'obres. Aquesta església del segle xv, tanmateix, va ser enderrocada, juntament amb totes les cases del seu entorn, per tal d'alliberar espai per a la ciutadella l'any 1639; l'edifici actual va ser acabat el 1677.
El ric mobiliari de l'església data més particularment dels segles XVII, xviii i xix. El 1683 es construí un gran orgue per a substituir el del 1478, destruït pels canons de l'artilleria castellana.

## L'edifici
Té una única nau, amb cinc trams flanquejats per capelles laterals. La decoració actual data del segle xix. La capella de les Santes Espines, la confraria de la qual encara existeix, conserva quatre espines de la corona de Crist. Aquesta preciosa relíquia, adquirida per Sant Lluís, fou llegada al seu fill Felip l'Ardit, mort a Perpinyà el 1285. El grup monumental de Sant Mateu i l'àngel, del 1803, situat sobre l'altar major, és obra de l'escultor François Boher.

## Bibliografia

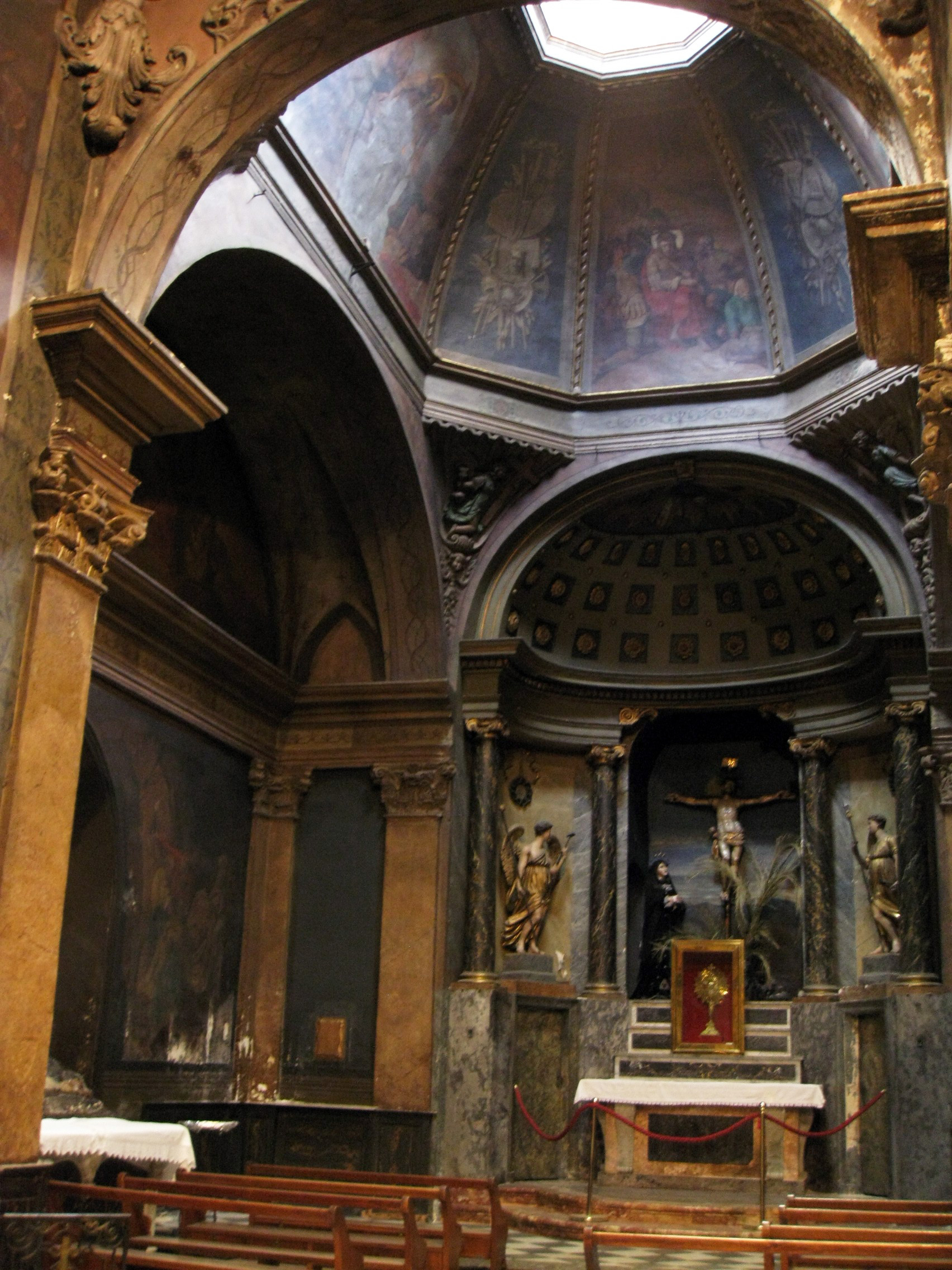
Capella del Sagrament de l'església de Sant Mateu